# بهائيون أرثوذكس
البهائية الأرثوذكسية هي مجموعة صغيرة من أتباع الديانة البهائية والتي تشكلت في عام 1960 من قبل تشارلز ماسون ريمي، وكان هذا الاسم تم استخدامه من قِبل جويل مارانجيلا بعد أن ادعى أنه خليفة ريمي. في عام 2007 تم تقدير عددهم حينها بـ40 فرد.

## التاریخ
البهائيون الأرثوذكس هم مجموعة صغيرة من البهائيين الذين دعموا مزاعم «شارلس ميسون ريمي» بعد صعود ولي الأمر شوقي افندي. وكان «ريمي» قد زعم أنه خليفة شوقي افندي في ولاية الأمر. ونتيجة لذلك تمّ طرد ميسون ريمي وأنصاره من الجامعة البهائية بقرار من أيادي أمر الله الذين تولّوا إدارة شؤون الجامعة البهائية لحين تأسيس بيت العدل الأعظم. وحسب ما أكده ريمي لاحقاً فإن الجامعة البهائية بأكملها تقريباً قد اعترضت على ادعائه. تمّ إجراء الانتخابات وتشكيل بيت العدل الأعظم عام 1963 وسط أجواء بهيجة بين البهائيين، وسرعان ما فقد ريمي وأنصاره أهميتهم بالنسبة للجامعة البهائية العالمية وانقسموا إلى مجموعات صغيرة متصارعة. تأسّست جماعة «أتباع مارينجلا» في الولايات المتّحدة من قبل جويل مارانجيلا. وادّعى مارانجيلا أنّ ريمي قد عيّنه في أوّل الأمر خليفة له، لكنّه غيّر رأيه لاحقًا بسبب تقدّمه في السّن وتأثير الشّيخوخة، واستبدله بشخص آخر يُدعى دونالد هارفي. عاش أفراد هذه المجموعة في ولاية نيو مكسيكو بالولايات المتحدة الأمريكية وكان تعدادهم أقلّ من المئة. بيانات العضوية للبهائيون الأرثوذكس نادرة جدا. في عام 2007 تم تقدير عددهم حينها بـ40 فرد. توفي جويل مارانجيلا في سان دييغو، كاليفورنيا في 1 سبتمبر 2013، وقد تولى الأمر من بعده نصرة الله باهرمند.

## روابط خارجية
- The Guardian of the Bahá'í Faith website maintained on behalf of Joel Marangella.
- Orthodox Bahá'í Faith National Bahá'í Council of the United States